# Сосново-Озерське
Сосново-Озерське (рос. Сосново-Озёрское) — село, адміністративний центр Єравнинського району, Бурятії Росії. Входить до складу Сільського поселення Сосново-Озерське.
Населення — 6128 осіб (2015 рік).